# Samuel Beckett
Samuel Barclay Beckett (Dublin, 1906. április 13. – Párizs, 1989. december 22.) ír költő, próza- és drámaíró.
A nagyközönség által hosszú ideig alig olvasott, inkább csak az irodalmi elit által ismert és elismert szerző első jelentős színpadi műve, a Godot-ra várva az abszurd dráma alapműve (1952). A Játszma vége (1957) az író drámai művészetének másik vonalát emeli ki, a teljes semmibe hullás peremén játszódó darab a Lear király paródiájaként is értelmezhető. Rövid Proust tanulmánya (1931) a szakirodalomban máig kiemelkedőnek számító filozófiai értelmezés, és bár Proust műveiről alig beszél direkt módon, de már saját későbbi filozófiájának vázlatát adja. A visszhang csontjai (1936) című verseskötetét a szürrealista automatikus írás, T. S. Eliot-i költői példája ösztönözte. A szürrealisták által kedvelt fekete humor változata Murphy (1938) című regénye. Beckett hősei elidegenedett világban élnek, mégsem képesek lemondani a jelentésről, létezésük értelmét keresik és makacsul igyekeznek kitartani a legvégső időkig.

## Samuel Beckett élete

### Származása és ifjú kora
A Beckett család ősei (családnevük eredeti írásmódja Becquet volt) hugenották leszármazottjai voltak, akik Franciaországból menekültek Írországba, amikor 1685-ben XIV. Lajos francia király visszavonta a IV. Henrik által kiadott nantes-i ediktumot. A család otthonát, a Cooldrinagh nevű Tudor-stílusú házat, William Frank Beckett jr., Beckett apja építette 1903-ban.
Foxrockban született, Dublin előkelő külvárosában, 1906. április 13-án, nagypénteken. Ötéves korában Beckettet beíratták a helyi óvodába, majd a város központjához közeli Harcourt Street-i Earlsford House Schoolba járt. 1919-től a közeli enniskilleni Portora Royal Schoolba íratták be szülei. Atletikus alkatának is köszönhetően kitűnő sportoló volt, többek között krikettezett, rögbizett, teniszezett, golfozott és bokszolt. Később egyetemi krikettcsapatával két első osztályú mérkőzést is játszott a Northamptonshire ellen, ezzel – mint az egyetlen Nobel-díjas – bekerült a Wisden krikett almanachba.

### Az első megjelenések
1923–1927 között a dublini Trinity College hallgatója, ahol francia, olasz és modern angol irodalmat tanult. Tanára, barátja és mentora ebben az időben Thomas Brown Rudmose-Brown, a francia irodalom professzor volt. Miután az egyetemet kiváló eredménnyel fejezte be és rövid ideig egy belfasti magániskolában tanított, angol előadó (cseretanár) lett az École normale supérieure-ön, a híres párizsi elit egyetemen. Ekkor ismerkedett meg James Joyce-szal és a köréhez tartozó művészekkel, valamint későbbi közeli barátjával és bizalmasával, a katolikus ír költővel és kritikussal, Thomas MacGreevyvel.
Első nyomtatásban megjelent munkái a Dante... Bruno. Vico.. Joyce című tanulmány és a Mennybemenetel (Assumption) című elbeszélés voltak a Eugene Jolas szerkesztésében kiadott transition nevű avantgárd irodalmi folyóiratban. A Párizsban angol nyelven kiadott lapban később más művek – versek és tanulmányok – is megjelentek Beckett-től. Első nyomtatásban megjelent verse a Nancy Cunard által alapított és vezetett The Hours Press kiadó által kiírt pályázatra benyújtott Kúroszkóp (Whoroscope) című költemény volt. A verssel, mely René Descartes életéről szól Beckett elnyerte a 10 fontos fődíjat, majd a vers 300 példányban, mint bibliofil különkiadás megjelent.

### 1930-as évek
1930-ban visszatért a Trinity College-ba, de egyetemi oktatói posztját két éven belül feladta. Valósággal elmenekült a tanári pálya elől, lemondását a németországi Kasselből küldte el. A következő években ideje nagy részét Londonban, kisebb részét Párizsban töltötte. 1931-ben Londonban jelent meg a Proust tanulmány. 1932-ben Párizsban írta Meglehetősen jó nőkről álmodom (Dream of Fair to Middling Women) című regényét, melyet számos próbálkozása ellenére sem sikerült kiadatnia. 
Később Beckett nem csak lemondott a regény megjelenéséről, de kimondottan megtiltotta publikálását. Első angol kiadására, mely a jogörökösök engedélye nélkül történt meg, 1992-ben került sor. Ez az első publikáció ugyanakkor megnyitotta az utat a további – immár hivatalos – kiadásoknak. Magyarul 2001-ben jelent meg Romhányi Török Gábor fordításában.
1933. június 26-án szívrohamban meghalt Beckett apja, William Frank Beckett jr. Temetésére a redfordi protestáns temetőben került sor. Beckett egy napon a Dawson Streeten sétált, amikor megtorpant és úgy érezte nem tud továbbmenni. Előbb beült egy közeli pubba, majd felkereste orvos barátját Geoffey Thompsont, aki semmiféle fizikai problémát nem tudott Beckettnél megállapítani, ezért az akkoriban divatos pszichoterápiát javasolta számára. Dublinban abban az időben nem foglalkozhattak hivatalosan pszichoanalízissel, így Beckett Londonba utazott és szobát bérelt a Paulton’s Street 48-ban. Geoffrey Thompson tanácsára Beckett felkereste a Tavistock klinikát, ahol egy fiatal orvoshoz, Dr. Wilfred Ruprecht Bionhoz utalták be. Kétéves intenzív pszichoterápiás kezelése röviddel 1933 karácsonya után kezdődött meg.
Egy évvel később a Meglehetősen jó nőkről álmodom című regény részleteinek felhasználásával megírja a More Pricks Than Kicks tíz elbeszélését. Ennek első darabja a magyarul is megjelent Dante, homár (Dante and the Lobster) című elbeszélés, melyben először tűnik fel Belaqua Shuah. A szerző Belaqua alakját Dante Isteni színjátékából kölcsönözte, ahol a lustaságáról ismert lantkészítő mester tétlenül hever embriószerű pózban a megváltás reménye nélkül.
Az 1930-as évek derekától Beckett számos művészettörténeti tanulmányt írt és publikált, többek között Thomas MacGreevy, Denis Devlin, Ezra Pound és T. S. Eliot műveiről. 1934 szeptemberében nagyobb lakásba költözik a Gertrude Street 34-ben. 1935-ben jelent meg az Echo’s Bones and Other Percipitates című verseskötete, mely 13 költeményt tartalmaz. A visszhang csontjai címet Beckett Ovidius Metamorfózisából kölcsönözte. Ugyanazon év augusztus 20-án dolgozni kezdett a Murphy című regényen, mellyel 1936 júniusában készült el. 1934-ben a Chatto and Windustól, Beckett korábbi kiadójától, nyugdíjba ment Charles Prentice, így a Murphy kéziratát Oliver Warner és Ian Parson olvasta el. A művet részeiben humorosnak találták, azonban értékelésében Oliver Warner megjegyezte, hogy kereskedelmi forgalomban a regény nem számíthat sikerre. Parson hozzátette, hogy a könyv eladhatatlan. A regény, melyet összesen 42 kiadó utasított vissza, 1938-ban jelent meg először Londonban a Routledge gondozásában. Francia fordítását Beckett és Alfred Péron készítette és 1947-ben jelent meg a párizsi Bordas-nál.
1936 nyarán Beckett levelet írt Szergej Eisensteinnek és Vszevolod Pudovkinnak, hogy megtanulja tőlük a filmkészítés fogásait, de levelére nem kapott választ. 1936 telétől 1937 tavaszáig keresztül utazta Németországot. Művészettörténeti körútja élményeiről naplót vezetett. 1937-ben visszatért Párizsba és végleg letelepedett. Az év decembere körül Beckettnek rövid ideig viszonya volt Peggy Guggenheimmel, az amerikai származású műgyűjtővel.
1938 januárjában Beckett összetűzésbe került egy hírhedt párizsi stricivel, aki késével mellbe szúrta. Beckett kis híján belehalt sérülésébe. A késelés másnapján a hír bejárta a párizsi sajtót. Ez a nem várt publicitás magára vonta Suzanne Dechevaux-Dumesnil figyelmét, akit Beckett első párizsi tartózkodásakor – tíz évvel korábban – ismert meg. Suzanne ezután vált Beckett társává, majd hosszú évekkel később feleségévé, egész életére. 1938-39-ben Beckett megírja első verseit francia nyelven. Ekkor kezdődik meg az a kétnyelvűség, mely szintén haláláig elkísérte Beckettet.

### 1940-es évek
A második világháború kitörésekor Beckett megszakította dublini látogatását édesanyjánál és visszatért Párizsba. Franciaország német megszállását követően Beckett csatlakozott az Ellenállás Gloria SMH nevű sejtjéhez, melyben futárként dolgozott. Amikor 1942 augusztusában egy korábban katolikus papként dolgozó társuk elárulta sejtjüket, Beckettnek és Suzanne-nak menekülnie kellett a Gestapo elől. Franciaország meg nem szállt déli részébe menekültek és egy Vaucluse-i kis faluban, Roussillonban találtak menedéket, ahol az ellenállók más tagjai is éltek. Rejtőzködése idején segítette a német csapatok elleni szabotázsakciókat. Itt végzett munkájáért később a francia állam kitüntetésben részesítette. Megkapta a francia hadikeresztet (croix de guerre) és az ellenállás medáliáját (Médaille de la Résistance).
A háborút követően Beckett csak ritkán beszélt háborús élményeiről, de az ekkor szerzett tapasztalatok mély hatással voltak művészetére. A roussilloni táj például feltűnik legismertebb művében, a Godot-ra várva című drámában is. A rejtőzködés ideje alatt, 1942–45 között született meg Watt című regénye, mely angolul először 1953-ban jelent meg Párizsban, az Olympia Press kiadásában. Magyarul 2005-ben jelent meg Dragomán György fordításában.
1946-ban egy kétrészesre tervezett elbeszélés első része Suite címmel megjelent Jean-Paul Sartre lapjában, a Les Temps Modernes-ben. Simone de Beauvoir azonban visszautasította az elbeszélés folytatásának közlését. Beckett ennek ellenére befejezte a művet, melynek címét A vég-re (The End) változtatta. Ebben az időszakban íródott Beckett első francia nyelven született regénye, a Mercier és Camier (Mercier et Camier), mely csak 1970-ben jelent meg először. 1947-ben írta 1995-ig kiadatlan Eleutheria című színművét.

### 1950-es évek
Az 1940-es évek végén és az 1950-es évek elején születtek meg Beckett legismertebb regényei, a Molloy, a Malone meghal (Malone meurt) és A megnevezhetetlen (L'Innomable). 1948 októberétől 1949 januárjáig íródott Beckett leghíresebb, számos nyelvre lefordított színműve, a Godot-ra várva (En attendant Godot).
A Godot-ra várva először 1952-ben jelent meg a párizsi Les Éditions de Minuit kiadónál. Ősbemutatójára 1953. január 3-án került sor Roger Blin rendezésében a párizsi Théâtre de Babylone-ban. A darabot mind a közönség, mind a szakma lelkesen fogadta. A párizsi bemutató után két évvel Londonban angolul is színpadra került a Godot. A darab, melynek fordítását maga a szerző készítette itt általában rossz kritikákat kapott, de pozitívan nyilatkozott róla Harold Hobson, a Sunday Times kritikusa és később Kenneth Tynan is. Az Egyesült Államokban szintén elutasították a Godot-t – Miamiban megbukott, első New York-i bemutatóján vegyes fogadtatásban részesült. A darab ennek ellenére népszerűvé vált és Beckett nevét világszerte ismertté tette.
Későbbi bemutatói az USA-ban és Németországban zajos sikert arattak. A magyarországi bemutatót követően a Nagyvilág folyóirat háromrészes vitát közölt a művel kapcsolatban, mely jól mutatja a vélemények megoszlását. A Godot-ra várva – a fogadtatás sokszínűsége ellenére – mind a mai napig gyakran színpadra kerül világszerte.
1950. augusztus 25-én meghalt Beckett anyja, May Beckett (született: Maria Jones Roe). Négy évvel később, 1954. szeptember 13-án tüdőrákban meghalt Beckett bátyja, Frank Edward Beckett.
Beckett az 1950-es évek folyamán leginkább választott irodalmi nyelvén, franciául alkotott. Ezen a nyelven íródott többek között a regénytrilógia, a Mercier és Camier, a Godot-ra várva és számos elbeszélés, köztük a Semmi szövegek (Textes pour rien) is.
1953-ban telket vásárolt a Párizshoz közeli Ussy-sur-Marne-ban, ahol a maga építette kis házban kipihenhette a városi élet fáradalmait és nyugodt körülmények között írhatott, illetve fordíthatott. Házát magas szürke fal ölelte körül, mely távol tartotta a kíváncsiskodókat. A falu közelében később utat neveztek el Beckettről.
A Godot-ra várva sikerét követően számos további színmű, hang- és televíziójáték is született Beckett tollából. Többek között A játszma vége (Endgame; 1956), a Minden elesendők (All That Fall; 1956); Az utolsó tekercs (Krapp’s Last Tape; 1958), és az Ó, azok a szép napok! (Happy Days; 1960).
Beckett színpad felé fordulásának okai között szerepelt, hogy színházi rendezőként új lehetőségek nyíltak meg számára. Gyakran utazott Németországba az 1960-as évek folyamán, ahol színműveit színpadra állíthatta és elkészíthetett néhány televíziójátékot. 1959-ben kérte fel első ízben a BBC, hogy írjon hangjátékot. Ekkor született a Zsarátnok (Embers).

### 1960-as évek és a Nobel-díj
1961. március 25-én Beckett feleségül vette Suzanne-t. A házasságkötés oka a francia örökösödési törvényekben keresendő. Az esemény még a szűkebb baráti kör számára is titokban maradt, olyan templomszolgák és tanúk jelenlétében történt, akik nem is ismerték a házaspárt. Ebben az évben született Beckett utolsó regénye, a francia nyelven írt Hogy is van ez (Comment c’est).
1964-ben Beckett lehetőséget kapott, hogy részt vegyen a Film című filmforgatókönyve elkészítésében. Ezért – életében először és utoljára – az Egyesült Államokba látogatott. A Filmet, melyet New Yorkban forgattak, Alan Schneider rendezte Buster Keaton, a világhírű komikus főszereplésével. A 22 perces, fekete-fehér produkció bemutatójára egy évvel később került sor a Velencei Nemzetközi Filmfesztiválon, ahol az alkotás díjban is részesült.
1969-ben a Svéd Akadémia Beckettnek ítélte az irodalmi Nobel-díjat: "művéért, mely a regény- és drámairodalomban új formákat honosított meg, és az ember nyomorúságán keresztül annak felemelkedését kívánja szolgálni". Beckett egész életében igyekezett kerülni a feltűnést, noha művei gyakran meghökkentették az olvasókat, színházlátogatókat és a kritikusokat is. A bejelentésről Beckették egy nabuli szállodában értesültek telefonon. Suzanne, aki a hívást fogadta, annyit tudott mindössze mondani: „Micsoda katasztrófa!” A díjat végül nem Beckett, hanem francia kiadójának, a Les Éditions de Minuit vezetője, Jérôme Lindon vette át. Beckett a díjhoz kapott pénzből nehéz sorsú művészeket és más rászorulókat támogatott. A nehezen megközelíthető, interjút csak ritkán adó Beckett, mindig igyekezett segíteni a hozzá fordulóknak.

### 1970-es évektől haláláig
A Beckett egész életművére érvényes folyamatos redukálódás a Nobel-díjat követő művekre mindinkább igaz. A szereplők száma egyre csökken, mind erőteljesebben érvényesül a nyelvi letisztultság és minimalizmus. A Nem én (Not I) című darab színházi előadásában, melyet első alkalommal maga Beckett rendezett, mindössze a színésznő, Billie Whitelaw szája látszódik. A Lélegzet (Breath) című, alig néhány másodperces darabjában – mely a Guinness Rekordok Könyvébe is bekerült, mint a legrövidebb színpadi alkotás – már színész sincs jelen.

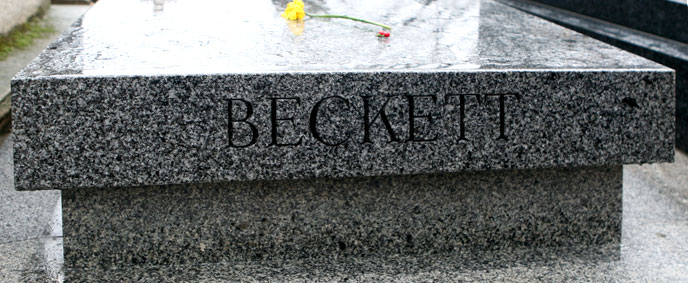
Suzanne és Samuel Beckett sírja a párizsi Montparnasse-i temetőben

Beckett élete utolsó tíz évének három jelentős alkotása az önéletrajzi elemekkel átszőtt Társaság (Company; 1979), a Rosszul látom rosszul mondom (Ill Seen Ill Said; 1982) és az Előre vaknyugatnak (Worstward Ho; 1984) című elbeszélések. 1982-ben az Avignoni Filmfesztiválra megírja Václav Havelnek a Katasztrófa (Catastrophe) című színművet. Utolsó művét a francia nyelven íródott Mi is a szó (Comment dire, angolul What is the Word) című verset egy párizsi idősek otthonában (Le Tiers Temps) fejezte be. A vers magyarul Mi is a szó címen Siklós István és Minekhívják címen Mihálycsa Erika fordításában is megjelent a 2000 folyóirat 2013/12. számában.
Suzanne 1989. július 17-én, Beckett fél évvel később, december 22-én hunyt el. Beckett temetésére december 26-án került sor, halálhíréről ezen a napon, illetve csak másnap számoltak be a nemzetközi lapok. Síremlékük, mely a párizsi Montparnasse-i temetőben található, egy csiszolt fekete gránitlap, mely nem tartalmaz mást, csak a házaspár nevét, születésük és haláluk évszámát.

## Beckett műveinek kiadói
Samuel Beckett jó kapcsolatot ápolt kiadóival, korai műveinek visszautasításait követően hűséges maradt azokhoz. Angliában kezdetben a Chatto and Windusnál jelentek meg művei, ahol az 1934-es szerkesztőváltást követően nem bíztak többé a szerző jó publicitásában, ezért nem támogatták művei kiadását. Később prózai, költői és kritikai munkáit a John Calder által alapított és vezetett Calder Ltd., míg színműveit a Faber and Faber jelentette meg. Franciaországi kiadója a Jérôme Lindon irányításával működő Les Éditions de Minuit volt. Amerikai kiadóját a The Grove Presst Barney Rosset vezette. Az 1980-as években, amikor a kiadó nehéz anyagi helyzetbe került Beckett megírta Még mindig (Stirring Still) című elbeszélését, hogy annak bevételeiből segítse a céget. Németországban Beckett művei a Frankfurt am Main-i Suhrkamp Verlagnál jelentek meg. Magyarországon legtöbb művét az Európa Könyvkiadó adta ki, de jelentek meg kötetei a Magvető Kiadónál, az Orpheusz Kiadónál, az Új Mandátum Kiadónál, a Palatinus Kiadónál, a Holnap Kiadónál és a szegedi Szukits Könyvkiadónál is.
Beckett életében több mint 250 művet írt, melynek jelentős része, mintegy 70%-a magyarul is megjelent. A magyarul kiadatlan művek legnagyobb része tanulmány, vers és elbeszélés. Beckett hagyatékának örököse a szerző unokaöccse, Edward Beckett.

## Beckett gyűjtemények a világban
Beckett műveinek kéz- és gépiratait, valamint a legkülönfélébb embereknek írt meglehetősen kiterjedt levelezését, a világ különböző pontjain őrzik. 1971-ben az angliai Readingi Egyetemen kiállítást szerveztek, melyre megannyi kéziratot és jegyzetfüzetet kaptak Beckett-től. Noha a kiállítást eredetileg vándorkiállításnak szánták, de ez nem valósult meg, és a folyamatosan bővülő állományból létrejött a világ legnagyobb Beckett gyűjteménye, a James Knowlson által alapított Beckett Archívum (Beckett Archive). Az egyetem könyvtárában működő archívum, mely jelenleg több mint 1000 nyomtatott dokumentumot tartalmaz, munkájának koordinálására 1988-ban megalakult a Beckett Nemzetközi Alapítvány (Beckett International Foundation). Az alapítvány két alkalommal jelentette meg az archívum kéziratainak katalógusát, legutóbb 1998-ban Beckett at Reading: Catalogue of the Beckett Manuscript Collection at The University of Reading (Beckett Readingben: A Readingi Egyetem Beckett kéziratgyűjteményének katalógusa) címmel. A kéz- és gépiratokon, jegyzetfüzeteken kívül Beckett köteteket, fordításokat, kép-, hang- és videóanyagokat, valamint festményeket tartalmaz.

### További jelentős gyűjtemények
- Archive of Les Éditions de Minuit, Párizs, Franciaország
- BBC – British Broadcasting Corporation Written Archives, Caversham, Anglia
- Beinecke Rare Book and Manuscript Library, Yale University, USA
- Bibliothèque nationale de France, Párizs, Franciaország
- Harry Random Humanities Research Center (HRC), University of Texas Library, Austin, USA
- Harvard College Library, USA
- National Library of Ireland, Dublin, Írország
- New York Public Library, New York, USA
- Ohio State University, Colombus, Ohio, USA
- Raymond Federman Private Collection of Samuel Beckett, USA
- State University of New York at Buffalo Library, New York, USA
- Trinity College Dublin Library, Dublin, Írország
- University College, Library, London, Anglia
- University of Delaware Library, USA

## Beckett életrajzok
Már az 1960-as évektől jelentek meg elsősorban Beckett műveiről szóló monográfiák, de Beckett zárkózottságának is köszönhetően ezek még nem válthatták be a hozzájuk fűzött reményeket, sokszor tartalmaztak bizonytalan forrásból származó, nem ritkán téves, rosszul datált információkat. Az 1970-es években Deirdre Bair amerikai egyetemi hallgató megkereste Beckettet és az engedélyét kérte, hogy diplomamunkáját hadd írja a szerző életéről. Beckett jobban szerette, ha művei beszélnek helyette, és ha az emberek nem az életét, hanem műveit veszik mikroszkóp alá. Ennek ellenére Bair megkapta a szerző engedélyét, aki még ahhoz is hozzájárult, hogy családjával és barátaival beszélhessen. Ugyanakkor Beckett kijelentette, hogy ő soha nem fogja elolvasni a kötetet. A Samuel Beckett: a Biography (Samuel Beckett: egy életrajz) 1978-ban jelent meg. Honti Katalin 1995-ben a Critikai Lapokban megjelent két részes cikke is ezen az életrajzon alapul.
1996-ban két életrajz is megjelent Beckettről. Az egyik Anthony Cronin Samuel Beckett: the Last Modernist (Samuel Beckett: az utolsó modern[ista]) című kötete. A másodikat James Knowlson, a Readingi Egyetem francia professzora írta Damned to Fame: The Life of Samuel Beckett (Hírnévre kárhoztatva: Samuel Beckett élete) címmel. Knowlson hosszú ideig érlelte művét, melynek megírását Beckett kérésére visszautasította, amikor arra felkérést kapott egy amerikai kiadótól. A kötet végül mégis megszületett és megjelenése óta ez vált Beckett hivatalos életrajzává. Bair köteténél nem csak a 20 évvel később történő összefoglalás okán frissebb munka, de személyesebb, emberközelibb a megközelítése, Croninnál pedig mindenképpen több ismerettel rendelkezik a szerzőről, akivel húsz éven át baráti kapcsolatot ápolt. A 800 oldalas munka sok, korábban nem ismert információval bővítette és árnyalta az általánosan ismert Beckett-képet, így például az 1936-37-es németországi körutazásról szóló naplók ismertetésével.
Magyarul ezek az életrajzok nem jelentek meg. Beckett születésének centenáriuma alkalmából két monográfia látott napvilágot. John Haynes fényképész és James Knowlson közös kötete a Beckett képei (Images of Beckett) három fejezetben ismerteti a magánember, a drámáiban tetten érhető művészeti hatások és a rendező portréját – számos fényképpel illusztrálva. A másik kötetet Beckett műveinek angol kiadója, John Calder írta Samuel Beckett filozófiája (The Philosophy of Samuel Beckett) címmel. Ez a mű a becketti filozófia és etika összefoglalása, mely témaköreit elsősorban Beckett művein vizsgálja, de számos érdekes adalékkal szolgál Beckett életéről is. Calder Samuel Beckett teológiája (The Theology of Samuel Beckett) címmel is megjelentetett egy Beckett kötetet, de ez magyarul kiadatlan. 2014-ben jelent meg magyarul Nathalie Léger Samuel Beckett hallgatag életei (Le vies silencieuses de Samuel Beckett) című esszéje, mely nem tekinthető szigorú értelemben életrajznak, inkább életrajzi elemeket is tartalmazó, idézetekkel átszőtt személyes hangvételű „megemlékezésnek”.

## Beckett és a kétnyelvűség

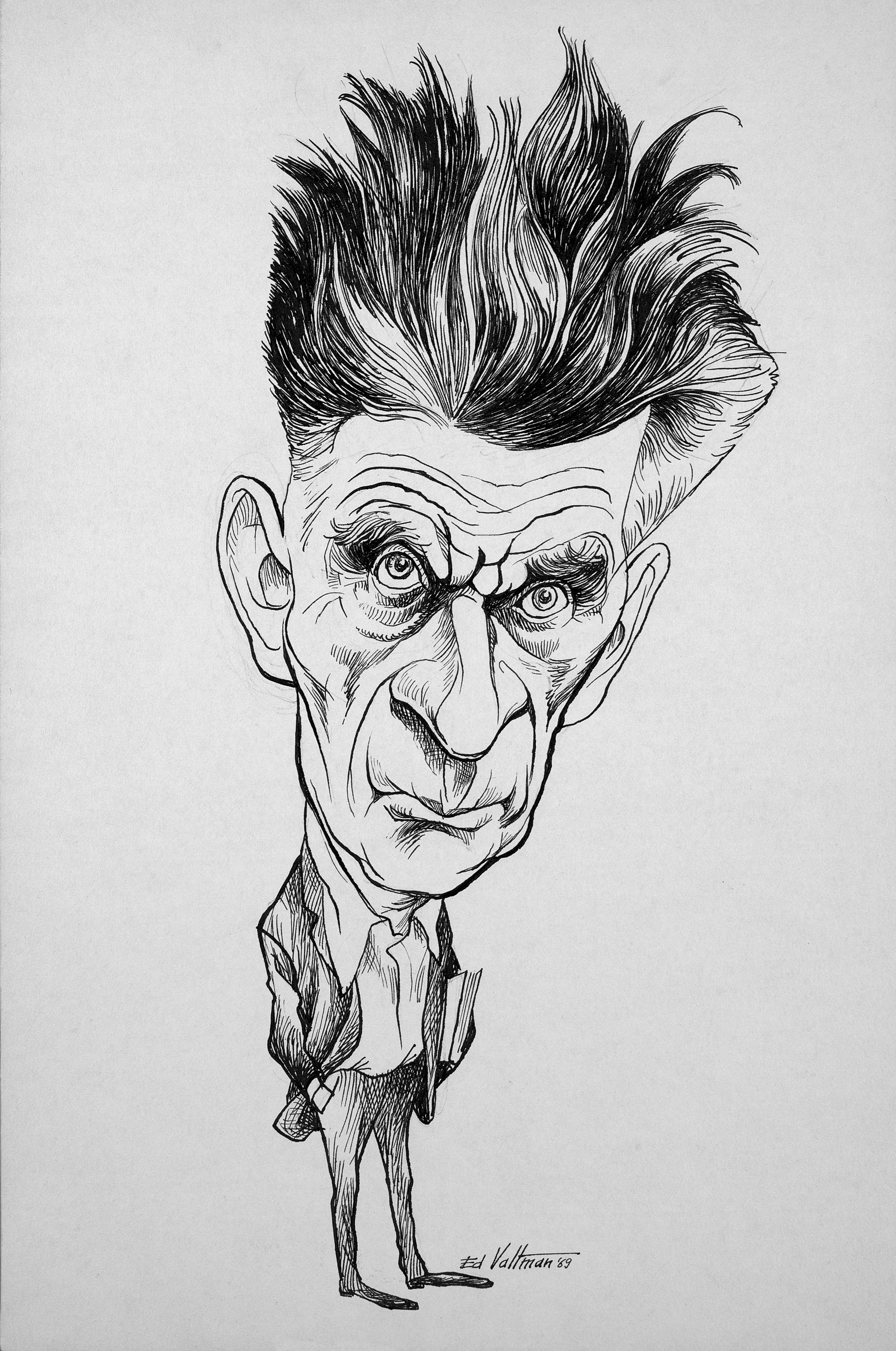
Edmund S. Valtman karikatúrája Samuel Beckettről

Beckett művészetének sajátos ízt ad a kétnyelvűség, mely az 1930-as évek végén jelent meg műveiben. Nyelvismerete, jó nyelvérzéke – többek között franciául, olaszul és németül is folyékonyan beszélt – lehetővé tette, hogy eredetileg angol nyelven írt munkáit átültesse később választott irodalmi nyelvére, franciára. A nyelvváltás oka az volt, hogy Beckett függetleníteni kívánta magát a joyce-i hatásoktól és saját stílusát kereste. Erre a francia nyelvben talált rá, mely saját bevallása szerint nagyobb művészi fegyelemre ösztönözte és mentessé tette az angol nyelv nem kívánt modorosságától, amelyet korábbi művein érzett. Statisztikailag több műve született angolul, de a leírt oldalak számát tekintve valószínűleg a francia nyelv a dominánsabb. Legjelentősebb művei francia nyelven íródtak.
A nyelvváltáshoz kapcsolódik a fordítások kérdése is, mely nem könnyíti meg a szerző művei iránt érdeklődő olvasó és könyvészetét tanulmányozó kutató dolgát. Bármely nyelven írta is műveit, azokat legtöbbször ő maga fordította le, vagy pontosabban, ültette át a másik nyelvre – angolról franciára és viszont. Nem egyszerű fordításról van itt szó sok esetben. Az adott nyelv lehetőségeit kihasználva, alkotói szabadságával élve ugyanazon mű két variációját alkotta meg. Műveit tekintve az En attendant Godot és a Waiting for Godot egyazon mű két variációja, melyeket összehasonlítva különbözőségekre bukkanunk. Ilyenkor válik jelentőssé hazai bibliográfiájában, a magyar fordítás tekintetében, hogy a fordítás mely nyelvből származik. A Godot-ra várva fordítása például a francia „eredetiből” készült, bár néhány nyelvtani csúsztatás és kihagyás észrevehető Kolozsvári Grandpierre Emil fordításában ahhoz képest. Ha ezt az angol változattal összevetjük, további eltérések tapasztalhatók. A Dieppe – Négy verset pedig gyűjteményes kötetei mindkét verzióban közölni szokták.
Művei nagyobb részét maga a szerző fordította, de több esetben közös munka eredménye volt: Alfred Péronnal (Murphy/franciára), Patrick Bowles-zal (Molloy/angolra), Richard W. Seaver-rel és Anthony Bonnerrel (Stories and Texts for Nothing/Novellák és Semmi szövegek; The Expelled/A kitaszított/angolra), Robert Pinget-vel (La Dernière Bande/Az utolsó tekercs/franciára) és Edith Fournier-vel (Troi dialogues/Három párbeszéd/franciára). Műveit fordította még: Ludovic Janvier és Agnes Janvier, valamint Edith Fournier. Műveinek német tolmácsolását jellemzően Elmar Tophoven és Erika Tophoven-Schöningh végezte, a szerző iránymutatásait figyelembe véve.

### Műveinek magyarországi fordítói
Ádám Péter, Barkóczi András, Bart István, Bartos Tibor, Báthori Csaba, Csillag Veronika, Csokits János, Dobay Dezső, Dragomán György, Feldmár Terézia, Imreh András, Kada Júlia, Klimó Ágnes, Kolozsvári Grandpierre Emil, Lengyel Tamás, Macsovszky Péter, Mihálycsa Erika, Mihályi Gábor, Osztovits Levente, Pinczés István, Pór Judit, Romhányi Török Gábor, Szenczei László, Takács Ferenc, Tandori Dezső, Tellér Gyula, Weöres Sándor, Zilahy Péter

## Beckett baráti köre és hatása
Beckett baráti köréhez tartozott Nancy Cunard (író, szerkesztő), Peggy Guggenheim (műgyűjtő), James Joyce (író) és családja, Alfred Péron és felesége, Maya Péron, Philippe Soupault (költő), Marcel Duchamp (festő); Barney Rosset (könyvkiadó), Jérôme Lindon (könyvkiadó), John Calder (könyvkiadó), Mary Manning Howe (színésznő, drámaíró), Henri Hayden (festő) és családja, Bram van Velde (festő) és testvére, Geer van Velde (festő), Avigdor Arikha (festő) és felesége Anne Atik, Alberto Giacometti (szobrász), Robert Pinget (drámaíró), Harold Pinter (drámaíró). Számos híres rendezővel és színésszel dolgozott együtt, mint Roger Blin, Alan Schneider, Buster Keaton, Billie Whitelaw, Jack MacGowran és Patrick Magee. Több zeneszerzőre is hatással volt, mint Kurtág György, Morton Feldman és Philip Glass. Művei számos magyar és külföldi íróra, költőre és drámaíróra voltak hatással.

## Művei
A felsorolás Beckett legjelentősebb műveit tartalmazza. A zárójelben közölt első dátum az eredeti megjelenést, a második pedig az első magyar kiadást jelöli.
| - Hogy is van ez (1961, 2007) - Malone meghal (1951, 1987) - Meglehetősen jó nőkről álmodom (1992, 2001) - A megnevezhetetlen (1953, 1987) - Mercier és Camier (1970, 1993) - Molloy (1951, 1987) - Murphy (1938, 1972) - Watt (1953, 2005) - Ahogy a történetről értesültem (1975, 1989) - Egy félbehagyott műből (1956, 1989) - Ekhó csontjai (2014, 2015) - Elég (1966, 1989) - Előre vaknyugatnak (1983, 1989) - Első szerelem (1970, 1985) - Az elveszejtő (1970, 1988) - Félre minden idegenség (1976, 1993) - Halott a képzelet képzeld (1965, 1989) - A kitaszított (1946, 1967) - Még mindig (1988, 1989) - Mennybemenetel (1929, 1998) - More Pricks Than Kicks (elbeszéléskötet, 1934, magyarul kiadatlan) - Mozdulatlanul (1974, 1989) - Nélküliség (1969, 1989) - Nyugtató (1955, 1971) - Ping (1966, 1989) - Rosszul látom, rosszul mondom (1981, 1989) - Társaság (1979, 1989) - Alba (1931, 1978) - Dieppe (1946, 1975) - Kúrószkóp (1930, 1978) - Fűzfahangok (1981, 1996) - Mi is a szó (Comment dire; 1989, 1990) - Nyolc átírat Chamfort modorában (1976, 1996) - Saint-Lo (1946, 1975) | - Akkor (1974, 1989) - Eleutheria (1995, 1997) - Godot-ra várva (1952, 1965) - Játék (1963, 1970) - A játszma vége/Végjáték (1957, 1969) - Jövés-menés (1966, 1970) - Katasztrófa (1982, 1985) - Lélegzet (1969, 1970) - Léptek (1976, 1990) - Mit hol (1983, 1990) - Nem én (1973, 1983) - Némajáték I. (1957, 1988) - Némajáték II. (1959, 1988) - Ó, azok a szép napok! (1961, 1970) - Ohio rögtönzés (1981, 193) - Színműtöredék I. (1974, 1994) - Színműtöredék II. (1977, 1998) - Az utolsó tekercs (1959, 1962) - Cascando (1963, 1970) - Minden elesendők (1957, 1969) - Szöveg és zene (1962, 1970) - Zsarátnok (1959, 1970) - …csak a felhők… (1977, 1998) - Film (1966, 1970) - Kísértettrió (1976, 1998) - Mondd, Joe (1966, 1968) - Nacht und Träume (1984, 1998) - Sitt (1981, 1998) - Az akadályoztatás festői (1948, 1995) - Dante…Bruno. Vico…Joyce (1929, magyarul kiadatlan) - Disjecta (tanulmánykötet; 1983, magyarul kiadatlan) - Három párbeszéd Georges Duthuit-val (1949, 1991) - A koncentrizmus (1983, 2003) - Német levél 1937-ből (1983, 2000) - A romok fővárosa (1986, 2002) - Proust (1931, 1988) |

## Magyarul
- Drámák. Tragédiák a szemétkosárban. A drámaíró Beckett; ford. Bart István et al., utószó Almási Miklós; Európa, Bp., 1970
- Murphy. Regény; ford. Tandori Dezső, bev., jegyz. Mihályi Gábor; Magvető, Bp., 1972 (Világkönyvtár)
- A játszma vége. Színmű; ford. Kolozsvári Grandpierre Emil, rend. Paál István; Szigligeti Színház–Verseghy Ferenc Megyei Könyvtár, Szolnok, 1979 (A Szolnoki Szigligeti Színház műhelye)
- Molloy; ford. Török Gábor; Magvető, Bp., 1987 (Világkönyvtár)
- Proust; ford. Osztovits Levente; Európa, Bp., 1988 (Mérleg)
- Előre vaknyugatnak. Válogatott kispróza; vál. Barkóczi András, ford. Barkóczi András et al., utószó Takács Ferenc; Európa, Bp., 1989
- Lépések; ford. Csillag Veronika; inː Lépések. Egyfelvonásosok; szerk. Márai Botond; Múzsák Közművelődési Kiadó, Bp., 1990 (Színjátszók kiskönyvtára)
- Mercier és Camier; ford. Romhányi Török Gábor; Holnap, Bp., 1993
- Versek. Angol, francia, magyar nyelven; ford. Báthori Csaba; Orpheusz Könyvek–Új Mandátum, Bp., 1996
- Eleutheria; Új Mandátum, Bp., 1997
- Samuel Beckett összes drámái; ford. Bart István et al.; Európa, Bp., 1998
- Meglehetősen jó nőkről álmodom; Orpheusz Könyvek, Bp., 2001
- Watt; ford., utószó Dragomán György; Új Palatinus, Bp., 2005 (Nobel-díjasok könyvtára)
- Hogy is van ez. Regény; ford. Romhányi Török Gábor; Holnap, Bp., 2007
- Ekhó csontjai; ford., előszó, jegyz. Mihálycsa Erika; Európa, Bp., 2017